# 貢院 (順天府通州)
39°54′47″N 116°39′49″E / 39.913024°N 116.663565°E
貢院曾是顺天府通州的考试机构。科举考试期间，顺天府所属除宛平、大兴外的二十二个州县和遵化直隶州的考童到此处进行府试、院试。

## 历史
貢院是万历年间修建的察院改建的。康熙十八年（1679年）地震毁坏。二十一年（1682年），知州于成龙复建，二十九年（1690年）、三十二年（1693年）扩修,乾隆三十八年（1773年）增修，道光初年、同治七年(1868年）、光绪元年（1875年）重修。
1900年，贡院因为是北关义和团的活动场所，被八国联军烧毁。《辛丑條約·附件八》规定，在一些外国人被杀的县五年内不进行文武考試。于是贡院停止活动。
光绪二十九年（1903年），靳家胡同建立了通州官立小学堂，以贡院的院落作为操场。民国二十五年（1936年），操场改建为通县女师附属小学。1958年，男女师范两校合并，改称通县师范第二附属小学。之后改名为通州镇贡院胡同小学。2014年，通州区贡院小学搬迁至西海子西路1号。
|  | 通州 新城 北門 南門 新城南門 西門 東門 北極閣 文昌閣 敵樓 舊敵樓 鼓樓 文殊塔 南溪閘 減水閘 通流閘 新城大街 西大街 北大街 东大街 南关大街 南大街 西顺城街 天成巷 帥府街 東關大街 十字街 大、小紅牌樓胡同 新街下坡胡同 新街口 西倉 南倉 中倉 馬家胡同 熊家胡同 四眼井胡同 史家胡同 白將胡同 大条胡同 二条 三条胡同 小燒酒胡同 半截胡同 大燒酒胡同 中倉胡同 倉溝 史家胡同 石板胡同 如意胡同 蔡家胡同 教子胡同 東塔胡同 前剪子巷 后剪子巷 豆腐巷 八里橋 通利橋 哈叭橋 善人橋 臥虎橋 吾党橋 東水關 南水關 東海 西海 葫蘆頭 石壩 土壩 北運河 通州衛 理事廳 倉場署 刑錢府 江蘇局 浙江局 貢院 後營 東營房 西營房胡同 定邊衛 北後街 南街 黃亭 聖教寺 慈航寺 靜安寺 觀昌寺 文廟 武聖廟 大關廟 龍王觀 三官廟 萬壽宫 碧霞宫 射園 北果市 牛市口 魚市 糧食市 江米店 東柵欄口 西柵欄口 玉带河 |
|  | 光緒《通州志》中的“城池圖” |